# Карданов подвес

Гироскоп в кардановом подвесе

Карда́нов подве́с — универсальная шарнирная опора, позволяющая закреплённому в ней объекту вращаться одновременно в нескольких плоскостях. Главным свойством карданова подвеса является то, что если в него закрепить вращающееся тело, то оно в большинстве ситуаций будет сохранять направление оси вращения независимо от ориентации самого подвеса. Это свойство нашло применение в гироскопах, применяющихся в авиации и космонавтике. Держатели судовых компасов или просто сосудов с питьём в транспортных средствах тоже используют карданов подвес, который позволяет предмету находиться в вертикальном положении несмотря на качку. Также, в кардановом подвесе располагаются и морские хронометры, чтобы предотвратить воздействие изменения пространственной ориентации на работу механизма.
Подвес получил своё название по имени Джероламо Кардано (1501—1576), который не только не изобрёл его, но даже и не претендовал на авторство: он описал это устройство в своей получившей широкую известность книге «De subtilitate rerum» («Хитроумное устройство вещей», 1550 г.).

Организация всех трёх степеней свободы, однако окончательная свобода наименьшего кольца зависит от положения старших колец

## История
Карданов подвес был впервые изобретён греческим инженером Филоном Византийским в III веке до н. э. В одном из своих трудов Филон описывает восьмигранную чернильницу с отверстиями на каждой стороне. Можно было перевернуть восьмигранник любой стороной кверху, но чернила не проливались. Секрет заключался в том, что чернильница находилась в центре хитроумно установленных концентрических металлических колец, поэтому она сохраняла устойчивость независимо от положения. Оригинальный текст Филона Пневматика, описывающий это применение карданова подвеса, существует в более позднем арабском переводе, сделанном багдадским халифом Аль-Мамуном (786—833).
После античности карданов подвес был широко известен в мусульманском мире. В IX веке, через 1100 лет после изобретения, устройство стало снова известно в Европе благодаря арабам. А ещё через 800 лет известный учёный Роберт Гук и другие изобретатели стали использовать этот принцип не для стабилизации центрального элемента, а для приложения внешних сил. Этому западному изобретению дали название универсального шарнира. Именно оно легло в основу механизма силовой передачи современных автомобилей.

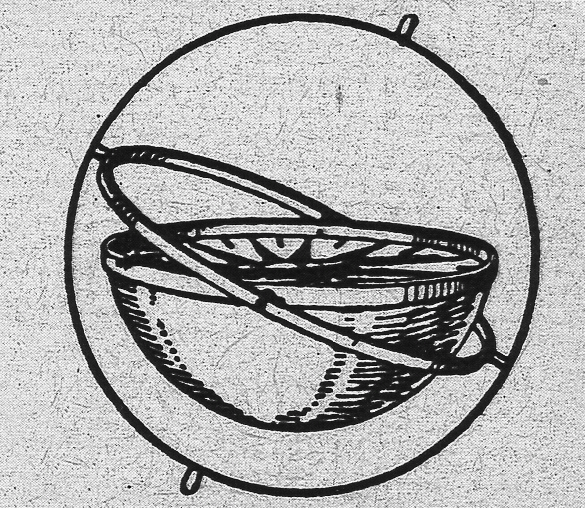
Компас нового времени, использующий карданов подвес (1570)

Самое раннее упоминание этого устройства в китайской литературе относится к 140 году до н. э. Предполагаемым изобретателем устройства считается Фан Фэн. Подвес Фан Фэна применялся в масляных лампах, в которых лампадка крепилась на кольцах, скрепленных в двух противоположных точках, что позволяло сохранять ей вертикальное положение. Принцип данного устройства был вскоре забыт.
В сочинении «Всесторонние записки западной столицы», изданном в 189 году, сообщается что создателем «курительницы для постели» с применением особого подвеса был Дин Хуань. После этого карданов подвес часто применялся в разных устройствах. Начиная с эпохи Сун с помощью карданова подвеса крепилось сиденье императора на паланкине, что позволяло сидеть ему вертикально, даже если носильщики наклоняли паланкин. В XVIII веке китайские матросы с помощью подобного подвеса крепили компас.